# Клежа
Клежа (рум. Cleja) — село у повіті Бакеу в Румунії. Адміністративний центр комуни Клежа.
Село розташоване на відстані 228 км на північ від Бухареста, 18 км на південь від Бакеу, 97 км на південний захід від Ясс, 137 км на північний захід від Галаца, 132 км на північний схід від Брашова.

## Населення
За даними перепису населення 2002 року у селі проживали 4477 осіб.
Національний склад населення села:
| Національність | Кількість осіб | Відсоток |
| -------------- | -------------- | -------- |
| румуни         | 4360           | 97,4%    |
| угорці         | 71             | 1,6%     |
| чанго          | 39             | 0,9%     |
| цигани         | 5              | 0,1%     |

Рідною мовою назвали:
| Мова                  | Кількість осіб | Відсоток |
| --------------------- | -------------- | -------- |
| румунську             | 4405           | 98,4%    |
| угорську              | 65             | 1,5%     |
| не вказали рідну мову | 6              | 0,1%     |